# 24 stundir
24 stundir (24 timmar) var en isländsk tidning, grundad i maj 2005. 24 stundir var Islands tredje största tidning och var en annonsfinansierad gratistidning. Tidningen hette ursprungligen Blaðið, men bytte namn i oktober 2007. 
I samband med Finanskrisen på Island 2008, tvingades tidningen läggas ner den 10 oktober 2008, vilket resulterade i att 20 personer blev av med jobbet.